# Kusmyn (Chmelnyzkyj, Schtschyboriwka)
Kusmyn (ukrainisch Кузьмин, russisch Кузьмин Kusmin) ist ein Dorf im Zentrum der ukrainischen Oblast Chmelnyzkyj mit etwa 1700 Einwohnern (2022).

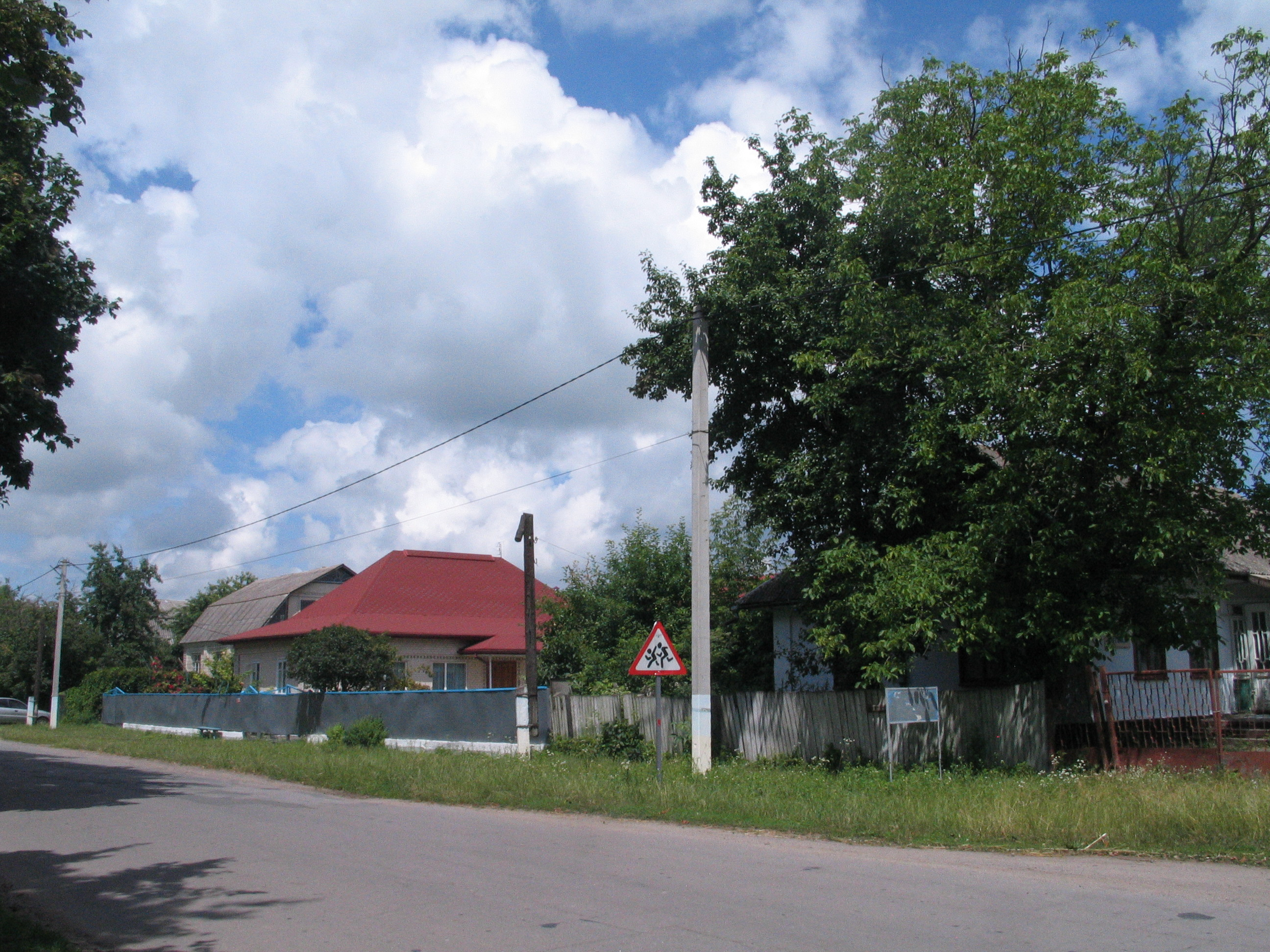
Straßenbild des Ortes

Das 1480 erstmals schriftlich erwähnte Dorf liegt am Ufer des Slutsch zwischen dem ehemaligen Rajonzentrum Krassyliw 13 km im Südwesten und der Stadt Starokostjantyniw 17 km im Nordosten.
Das Dorf besitzt eine Bahnstation an der östlich des Dorfes verlaufenden, eingleisigen Bahnstrecke Kelmenzi–Kalinkawitschy.
Am 12. Juni 2020 wurde das Dorf ein Teil der neugegründeten Landgemeinde Schtschyboriwka, bis dahin bildete es die gleichnamige Landratsgemeinde Kusmyn (Кузьминська сільська рада/Kusmynska silska rada) im Osten des Rajons Krassyliw.
Am 17. Juli 2020 kam es im Zuge einer großen Rajonsreform zum Anschluss des Rajonsgebietes an den Rajon Chmelnyzkyj.